# Oliventaube
Die Oliventaube (Columba arquatrix), auch Fleckentaube, Gefleckte Waldtaube, Gelbaugentaube oder Purpurtaube genannt, ist eine Art der Taubenvögel, die der Unterfamilie Columbinae zugerechnet wird. Die Art kommt ausschließlich in Afrika vor.

## Erscheinungsbild
Die Oliventaube erreicht eine Körperlänge von bis zu 41 Zentimetern und ist damit größer als eine Ringeltaube. Verglichen mit dieser Art ist der Körperbau der Oliventaube gedrungener. Der Schwanz ist kürzer.
Der Kopf ist schiefergrau mit einer matt rötlichen Stirn. Die Brust ist silberfarben bis mauveblau. Der Hinterkopf, der Nacken sowie die hintere Seite des Halses sind silbergrau. Der Mantel und die kleineren Flügeldecken sind dunkel purpur. Dieses dunkle Gefieder weist kleine weiße Tupfen auf. Der hellere Hals und die Brust wirken dagegen matt dunkel getupft. Die Unterschwanzdecken sowie die Flanken sind dagegen graublau. Der Schnabel, der Augenring und die Füße sind auffallend orangegelb bis blassgelb.

## Verbreitungsgebiet und Lebensraum

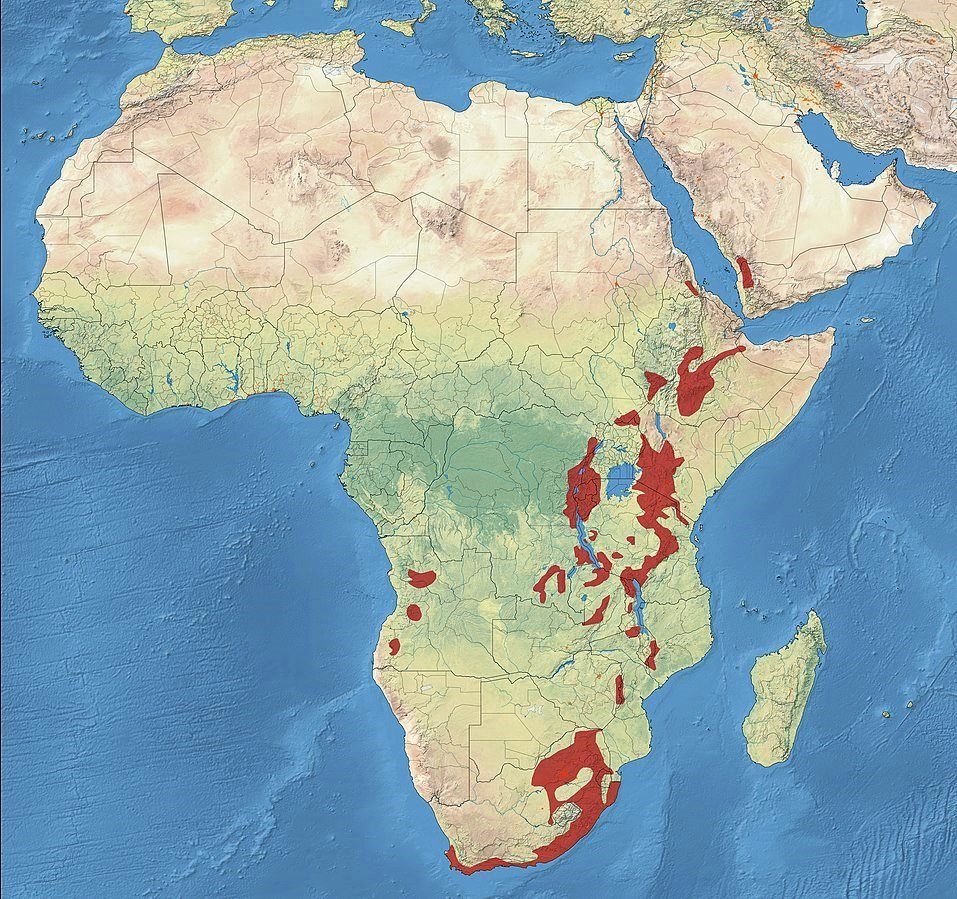

Die Oliventaube hat ein sehr großes Verbreitungsgebiet. Es reicht in Ostafrika vom Süden Äthiopiens bis zum Kap in Südafrika. Sie kommt außerdem im Westen Angolas und im Südwesten der arabischen Halbinsel und im Norden des Jemen vor. Das Verbreitungsgebiet ist allerdings sehr disjunkt, da diese Art spezifische Lebensraumansprüche stellt. In Äthiopien, Somalia und Ostafrika ist die Art stellenweise häufig und kommt in größerer Zahl vor allem in Höhenlagen über 1.500 Höhenmetern vor. Sie kommt vereinzelt in geringerer Höhe entlang von Flussläufen vor, in Küstengebieten taucht sie saisonal auf. In Südafrika ist die Art mittlerweile geschützt. Zuvor wurde die Art so intensiv bejagt, dass die Bestände stark zurückgingen.
Die Oliventaube ist eine baumbewohnende Art, die immergrünen Primär- und Sekundärwald bewohnt. Sie ist anpassungsfähig und kommt auch in Wäldern vor, die durch Holzeinschlag in ihrer Zusammensetzung verändert wurden. Wo sie nicht verfolgt wird, sucht sie auch auf landwirtschaftlichen Nutzflächen nach Nahrung. Gelegentlich kommt sie auch in Galeriewäldern vor. In Südafrika hat sie sich auch in Wäldern angesiedelt, die aus dort eingeführten Kiefern und Eukalyptusbäumen bestehen.

## Lebensweise

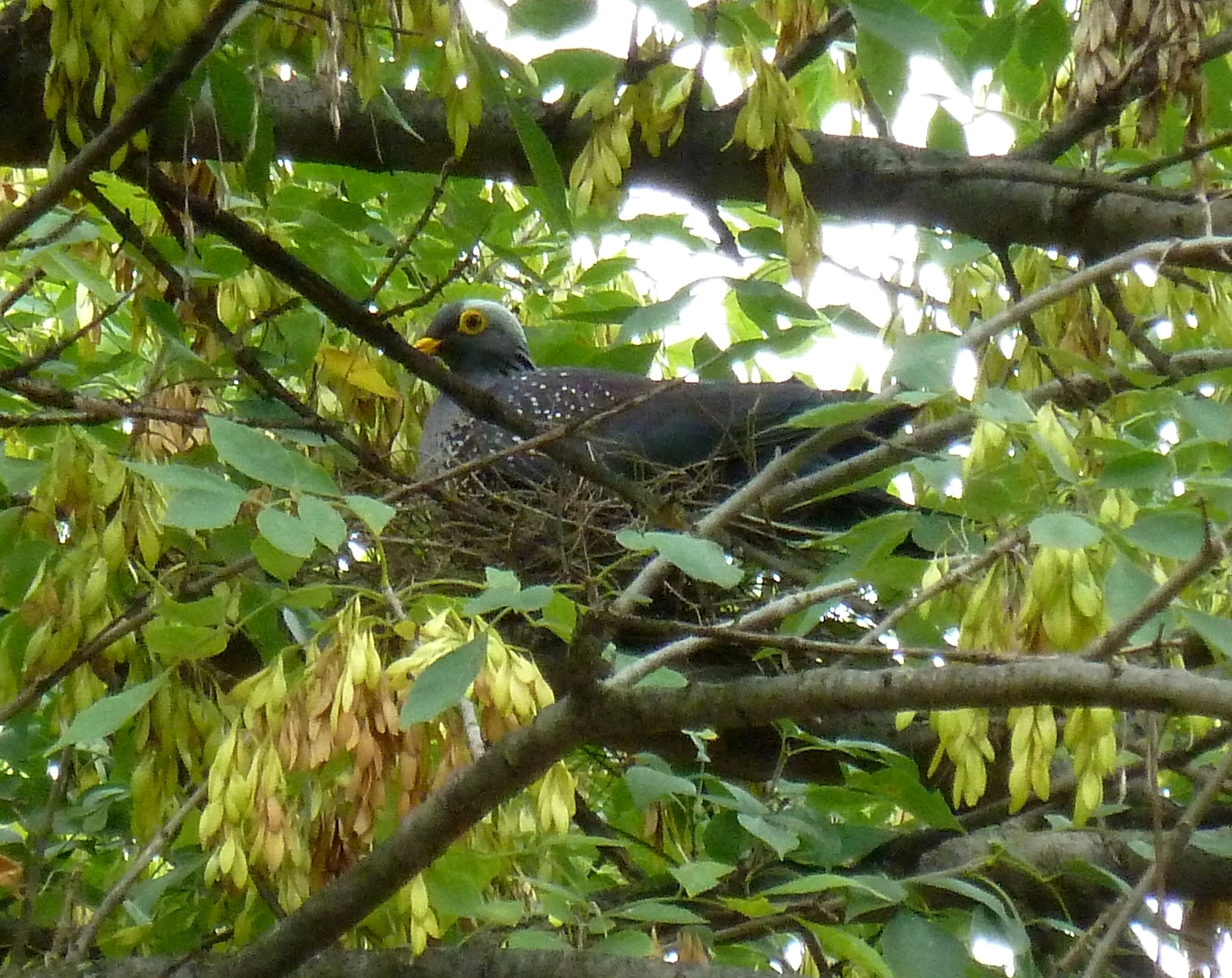
Brütende Oliventaube

Teile der Population unternehmen täglich längere Wanderungen, um in ihre deutlich niedriger gelegenen Nahrungsgründe zu gelangen. Zum Nahrungsspektrum gehören Früchte, Beeren, Sämereien sowie Insekten und deren Larven. In Teilen ihres Verbreitungsgebietes gehören auch die Früchte und Sämereien von eingeführten Pflanzen mittlerweile zum Nahrungsspektrum. Oliventauben bewegen sich sehr geschickt in den Ästen, um an ihre Nahrung zu gelangen. Sie kommen jedoch auch auf den Boden, um dort nach Nahrung zu suchen.
Die Fortpflanzungszeit variiert je nach Verbreitungsgebiet und Nahrungsverfügbarkeit. In Äthiopien brütet die Oliventaube im Zeitraum November bis Mai. In Kongo dagegen ist der Höhepunkt der Fortpflanzungszeit in den Monaten April und Mai. Das Nest wird hoch in den Bäumen errichtet. Das Gelege umfasst in der Regel nur ein Ei. Es wurden allerdings auch schon Gelege mit zwei Eiern gefunden. Die Brutzeit beträgt 17 bis 20 Tage. Die Jungvögel sind nach 20 Tagen flügge.

## Haltung in menschlicher Obhut
Die Oliventaube wurde erstmals 1864 im Zoo von London gezeigt. Dort gelang auch 1912 die Nachzucht dieser Art. Ein Jahr später war auch der Berliner Zoo mit der Zucht erfolgreich. Wegen ihrer Körpergröße benötigt sie eine große Voliere. Sie gilt als eine verträgliche Art, die sowohl mit Artgenossen als auch anderen Taubenarten vergesellschaftet werden kann.

## Belege